# Hottentotta buchariensis
Espèce
Synonymes
- Buthus alticola buchariensis Birula, 1897
- Buthotus alticola kabulensis Vachon, 1958

Hottentotta buchariensis est une espèce de scorpions de la famille des Buthidae.

## Distribution
Cette espèce se rencontre au Tadjikistan, en Afghanistan et au Pakistan,.

## Description
Hottentotta buchariensis mesure de 65 à 90 mm.

## Systématique et taxinomie
Cette espèce a été décrite sous le protonyme Buthus alticola buchariensis par Birula en 1897. Elle suit son espèce dans le genre Buthotus en 1949 puis dans le genre Hottentotta en 1985. Elle est élevée au rang d'espèce par Kovařík en 2007 qui dans le même temps place Buthotus alticola kabulensis en synonymie.

## Étymologie
Son nom d'espèce, composé de buchar[a](i) et du suffixe latin -ensis, « qui vit dans, qui habite », lui a été donné en référence au lieu de sa découverte, Buchara.

## Publication originale
- Birula, 1897 : « Miscellanea scorpiologica. II. Zur Synonymie der russischen Skorpione. (Fortsetzung). » Annuaire du Musée Zoologique de l´Académie Impériale des Sciences de Saint-Pétersbourg, vol. 2, p. 377-391 (texte intégral).